# Omega (Georgia)
Omega – miasto w Stanach Zjednoczonych, w stanie Georgia, w hrabstwie Tift.